# 흥덕향교 대성전
흥덕향교 대성전(興德鄕校 大成殿)은 대한민국 전북특별자치도 고창군 흥덕향교에 있는 건축물이다. 1985년 8월 14일 전라북도의 문화재자료 제108호로 지정되었다.

## 개요
향교는 공자와 여러 성현께 제사를 지내고 지방민의 교육과 교화를 위해 나라에서 세운 교육기관이다.
흥덕향교는 조선 광해군 13년(1621)에 처음 지었고, 숙종 원년(1675)에 다시 지었다.
제사 공간인 대성전은 앞면 3칸·옆면 2칸 규모이며, 지붕은 옆면에서 볼 때 사람 인(人)자 모양인 맞배지붕이다. 안쪽에는 공자를 중심으로 그의 제자와 중국과 우리나라 성현의 위패를 모시고 있다.
조선시대에는 나라에서 토지와 노비·책 등을 지원받아 학생을 가르쳤으나, 지금은 교육 기능은 없어지고 제사 기능만 남아 있다.

## 참고 자료
- 흥덕향교대성전 - 국가유산청 국가유산포털